# Eloísa Sanz
Eloísa Sanz Aldea (Soria, 7 de febrero de 1952) es una artista contemporánea española cuyo lenguaje se basa en crear espacios  con organismos vegetales. En su pintura la forma, la figura y sus continuas transformaciones constituyen las variantes y las constantes que articulan su lenguaje de naturaleza descontextualizada.

## Trayectoria
Licenciada en Bellas Artes en la facultad de Bellas Artes de la Universidad Complutense de Madrid. en el año 1973. Junto con su pareja, el compañero de carrera el  artista Mon Montoya, instalan en Segovia, su estudio y vivienda, atraídos por la vida cultural de esta ciudad y la cercanía a Madrid. Los lenguajes artísticos de ambos son totalmente diferentes, por lo que se complementan.Sus exposiciones individuales en Madrid las realizó con la galería Aele, cuya directora y propietaria era Evelyn Botella, la primera exposición data del año 1982 hasta el cierre de dicha galería en 2011.
Su obra la articula en extensos proyectos de varios años de duración cada uno, con el tituloː Metamorfosis (1985-1988), Interior exterior (1986-1992), Sillas (1988-2011), Tellus (1999-2001), Verde y cristal (2003-2004), Esquinas (2005), Jardín de sueños (2011).
Ha realizado numerosas exposiciones individuales y colectivas

## Exposiciones individuales
2024 Jardines de una vida. LZ46 de Galería Freijo Madrid, España
2015 Luz de sombras. Palacio Quintanar. Segovia. España.
2011 Jardín de sueños. Galería Evelyn Botella. Madrid. España.
2011 Vínculo de los sentidos. Galería J. Manuel Lumbreras. Bilbao. España. 2005 Esquinas. Galería Evelyn Botella. Madrid. España.
2004 Verde y Cristal. Claustro-Galería de Arte. Segovia. España. 2002 Constelaciones. Museo Zuloaga. Segovia. España.
2001 Sala de Exposiciones CEC. Burgos. España.
Iglesia del Monasterio del Prado. Valladolid. España. 
2000 Monasterio de Santa Ana. Ávila. España.
Fundación Díaz Caneja. Palencia. España.
Casa de las Carnicerías. León. España.
Museo de Zamora. Zamora. España.
Palacio de la Audiencia. Soria. España.
Hospital de San Agustín. El Burgo de Osma. Soria. España. Tellus.
Casa de las Conchas. Salamanca. España.
1999 Galería Aele. Madrid. España.
 La Casa del Siglo XV. Segovia. España.
1999  Galería Artline. Ámsterdam. Holanda.  Galería Aele. Madrid. España.
1995 Galería Evelio Gayubo. Valladolid. España. 
1992 Galería Aele. Madrid. España.
1989 Galería Aele. Madrid. España.
1986 La Casa del Siglo XV. Segovia. España. 
1985 Galería Laguada. Granada. España.
Galería Aele. Madrid. España.
1983 Galería Fúcares. Almagro. Ciudad Real. España.
Galería Alacena. Soria. España.
1982 Galería Aele. Madrid. España.
1980 La Casa del Siglo XV. Segovia. España.
1979 Galería Seiquer. Madrid. España.
1977 Galería Fúcares. Almagro. Ciudad Real. España. 1976 La Casa del Siglo XV. Segovia. España.
1975 Sala de la Caja de Ahorros de Soria. Soria. España.

## Museos y Colecciones
Colección de la Peter Stuyvesant. Ámsterdam. Holanda. Colección del Banco Exterior de España. Argentaría. Madrid.  Colección de la Diputación Provincial de Segovia. Segovia. Colección de la Junta de Castilla y León.. Valladolid. Colección de la Diputación Provincial de Soria. Soria.  Colección de arte Bankia. Madrid. 